# Tulasnella bourdotii
Tulasnella bourdotii é uma espécie de fungo pertencente à família Tulasnellaceae.